# Elodes persicus
Elodes persicus is een keversoort uit de familie moerasweekschilden (Scirtidae). De wetenschappelijke naam van de soort werd in 1975 gepubliceerd door Bernard Klausnitzer.